# イェール・ロー・スクール

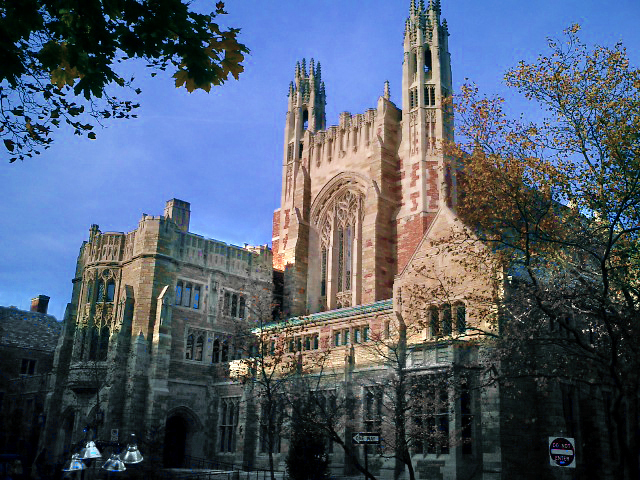
スターリング・ロー・ビルディング

イェール・ロー・スクール（Yale Law School）、略称YLSは、コネチカット州ニューヘイブンにあるイェール大学のロー・スクールである。1843年創立。ハーバード、スタンフォード、ニューヨーク、シカゴ、コロンビアなどと並ぶアメリカ合衆国のトップロースクールの一つであり、世界最高峰のロースクールとしても名高い。

## 課程
取得できる学位は以下。
- J.D.（法務博士、Juris Doctor）
- LL.M.（法学修士、Master of Laws）
- J.S.D.（法学博士、Doctor of Laws）
- M.S.L（Master of Studies in Law）

3年コースのJ.D.の学生は、1学年あたり200人程度であり、ハーバード・ロー・スクールの約3分の1である。
LL.M.、J.S.D.、M.S.L.は、研究志向の少人数制プログラムである。
客員教授を招聘しており、法律研究施設も多くある。

## 評価
イェール・ロー・スクールは『USニューズ&ワールド・レポート』のロー・スクールランキングでは、J.Dは、ランキングの開始以来、毎年1位にランクされており、また、LL.M.は、『AUAP LL.M Rankings©』 の2011 Rankings of American LL.M/Master of Lawによれば12位である。

## 図書館
スクールの法律図書館であるリリアン・ゴールドマン法律図書館には100万冊以上の書蔵がある。

## 関連人物

### 教職員
第27代アメリカ大統領ウィリアム・タフトは1913年～1921年のあいだ、国法学の教授を務めていた。

### 修了生
- ジェラルド・R・フォード（第38代アメリカ大統領）
- ビル・クリントン（第42代アメリカ大統領）
- ニコラス・カッツェンバック（アメリカ合衆国司法長官、シカゴ大学教授）
- マイケル・ミュケイジー（アメリカ合衆国司法長官）
- エドワーズ・ピアポント（在イギリスアメリカ合衆国特命全権公使、アメリカ合衆国司法長官）
- アルフォンソ・タフト（アメリカ合衆国司法長官兼アメリカ合衆国陸軍長官）
- ヘンリー・H・ファウラー（アメリカ合衆国財務長官、ゴールドマンサックスパートナー）
- フェイ・ヴィンセント（第8代MLBコミッショナー、コロンビア・ピクチャーズ最高経営責任者）
- ヒラリー・クリントン（第67代アメリカ国務長官）
- J・D・ヴァンス（第50代アメリカ副大統領）
- ジョー・リーバーマン（アメリカ合衆国上院議員、コネチカット州検事総長）
- ジョン・ボルトン（アメリカ国家安全保障問題担当大統領補佐官、アメリカ合衆国国連大使、アメリカ合衆国国務次官）
- ジョン・ダンフォース（アメリカ合衆国国連大使、アメリカ合衆国上院議員）
- カーラ・アンダーソン・ヒルズ（アメリカ合衆国通商代表、アメリカ合衆国住宅都市開発長官）
- ヴィクター・メトカーフ（アメリカ合衆国海軍長官、アメリカ合衆国商務労働長官）
- スタンリー・ロジャーズ・リーザー（アメリカ合衆国陸軍長官）
- ロバート・ルービン（アメリカ合衆国財務長官、シティグループ会長、ゴールドマンサックス共同会長）
- サイラス・ヴァンス（アメリカ合衆国国務長官、アメリカ合衆国陸軍長官）
- クリストファー・レイ（FBI長官）
- サミュエル・アリート（アメリカ合衆国連邦最高裁判所判事）
- ソニア・ソトマイヨール（アメリカ合衆国連邦最高裁判所判事）
- クラレンス・トーマス（アメリカ合衆国連邦最高裁判所判事）
- ジェリー・ブラウン（カリフォルニア州知事、カリフォルニア州司法長官）
- ジョン・リンゼイ（ニューヨーク市長、アメリカ合衆国下院議員）
- ロバート・モーゲンソウ（ニューヨーク郡地方検事、ニューヨーク市副市長）
- リチャード・ガードナー（在イタリアアメリカ合衆国大使、コロンビア大学コロンビア・ロー・スクール教授）
- ジョン・オリアリー（在チリアメリカ合衆国大使、ポートランド市長）
- ビル・ドレイトン（社会起業家、ハーバード大学客員教授、スタンフォード大学客員教授）
- ラリー・ルキーノ（ボストン・レッドソックス最高経営責任者）
- ベン・スタイン（俳優、脚本家、ペパーダイン大学法学部教授）
- マシュー・パール（作家）
- ダニエル・ピンク（作家）
- アルフレッド・テリー（アメリカ合衆国陸軍少将）
- フェー・モールトン（陸上競技選手、オリンピック銀メダリスト）
- ジム・オルーク（プロ野球選手、プロ野球監督、アメリカ野球殿堂入り）
- パット・ロバートソン（キリスト教テレビ伝道師、クリスチャン・ブロードキャスティング・ネットワーク会長）
- カール・カルステンス（ドイツ連邦大統領、ドイツ連邦議会議長）
- ホセ・ラウレル（フィリピン共和国大統領）
- 福田博（最高裁判所判事、駐マレーシア特命全権大使）LL.,M.
- 秌場準一（一橋大学名誉教授、国際法学会理事長）LL.M.
- 小田滋（東北大学名誉教授、国際司法裁判所判事）J.S.D.
- 川岸令和（早稲田大学教授）J.S.D.
- 杉山悦子（一橋大学教授）LL.M.
- 松浦好治（名古屋大学教授、大阪大学教授）LL.M.